# Aquitania (Boyacá)
Aquitania es un municipio colombiano ubicado en la provincia de Sugamuxi en el departamento de Boyacá. De acuerdo con el censo de 2005 el municipio cuenta con 16 087 habitantes, siendo el noveno municipio más poblado del departamento. A 3030 metros sobre el nivel del mar, es uno de los 10 municipios más altos de Colombia. Se encuentra ubicado a 30 km de Sogamoso.

## Toponimia

### Origen lingüístico[5]
- Familia lingüística: Indoeuropea
- Lengua: Latín

### Significado
Aquitania significa "país de las aguas. Otras aproximaciones indican que deriva de la palabra latina equites que significa "jinetes". Aquitania en francés es aquitaine, en gascón y occitano es aquitánia, en euskera akitania; antiguamente guyenne.

### Origen / Motivación
El nombre Aquitania, asignado al municipio boyacense, fue dado por el alcalde municipal, quien comparó el paisaje natural de la zona de abundantes aguas con el de la región francesa de Aquitaine, que también se halla rodeada de aguas marítimas.

### Nombres históricos
- Guáquira (siglo XVI), Pueblo Viejo (1610-1934)

## Historia
Antes de su fundación, la región era conocida por los pueblos indígenas con el nombre de Guáquira. El municipio fue fundado el 26 de junio de 1777 por el capitán Juan de San Martín con el nombre de Pueblo Viejo. 
La población se reconoce por su consagración religiosa al Señor de los Milagros cuyas ferias y fiestas se realizan en enero. También es muy tradicional la fiesta de San Isidro Labrador el último domingo de septiembre, en la cual se prepara la "huerta de San Isidro" y se realiza una procesión por las calles del pueblo.

## División Político-Administrativa
Además de su Cabecera municipal. Aquitania tiene bajo su jurisdicción los siguientes Centros poblados:
- Daitó
- Primavera
- Pérez
- San Juan de Mombita
- Toquilla

#### Veredas
Centro, Hato viejo, Hirba, Maravilla, Quebradas, Sisvaca, Soriano, Tobal, Cajón, Hatolaguna, Susacá, Vargas, Daito y Suse.

## Geografía
Aquitania es una de las tres poblaciones que se encuentra bordeando el Lago de Tota, de la cual un 72% de su superficie está dentro del área de su municipio. 
Territorios insulares: Isla San Pedro, Isla Cerro Chico, Isla La Custodia, Islote Cangrejos

### Galería

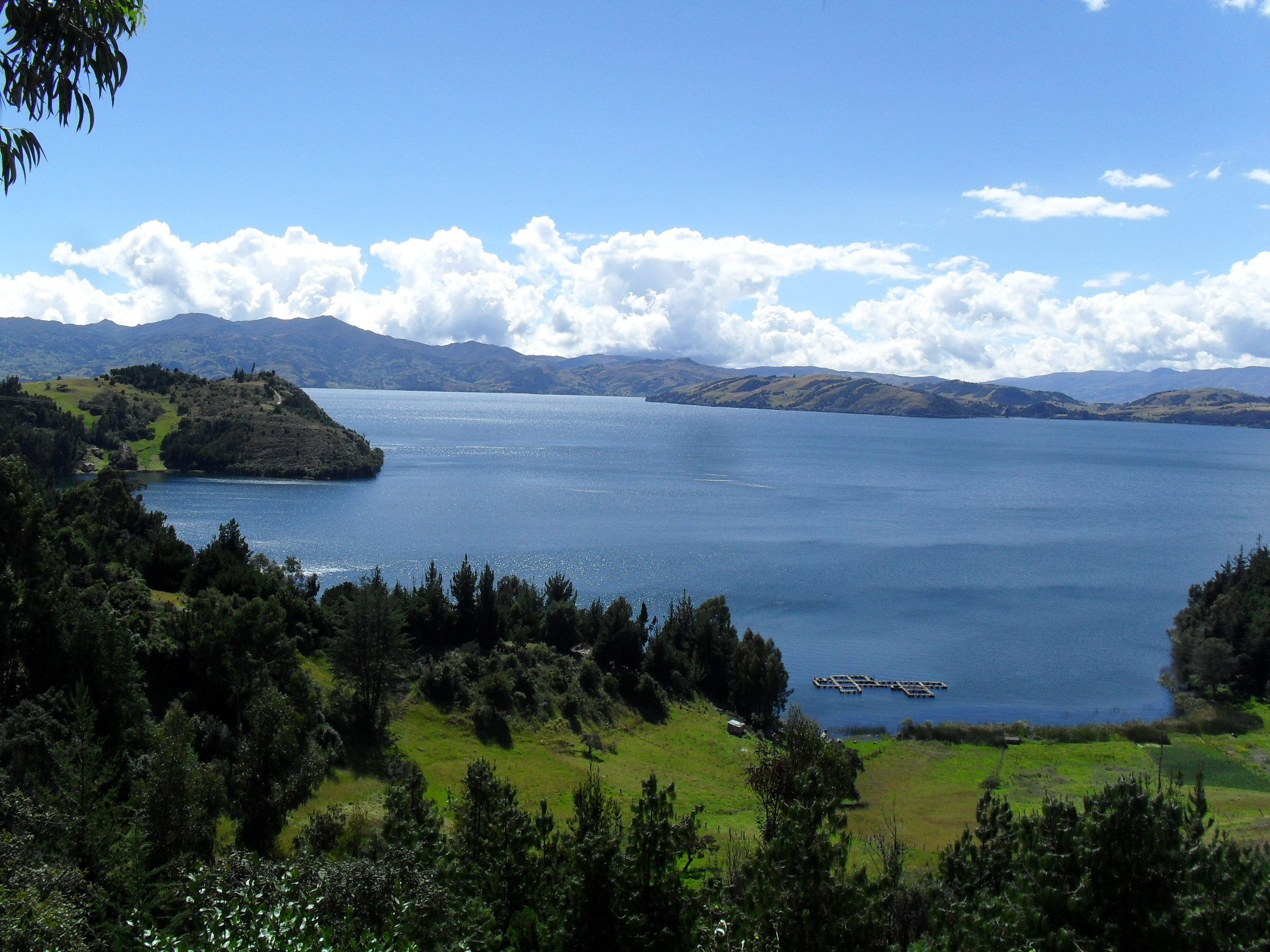
Costa norte del Lago de Tota e isla San Pedro, Aquitania
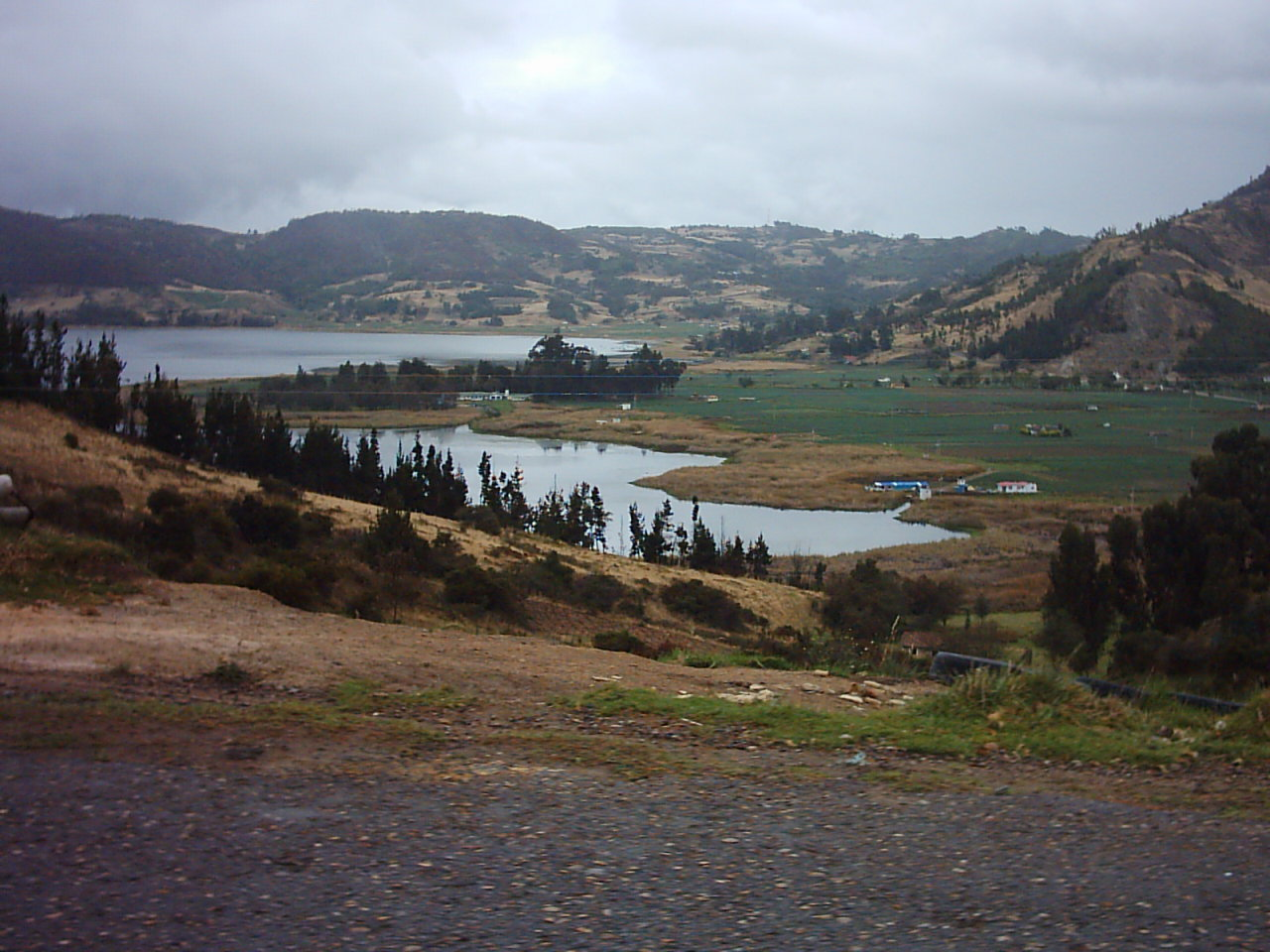
Delta del río Hato Laguna, Aquitania
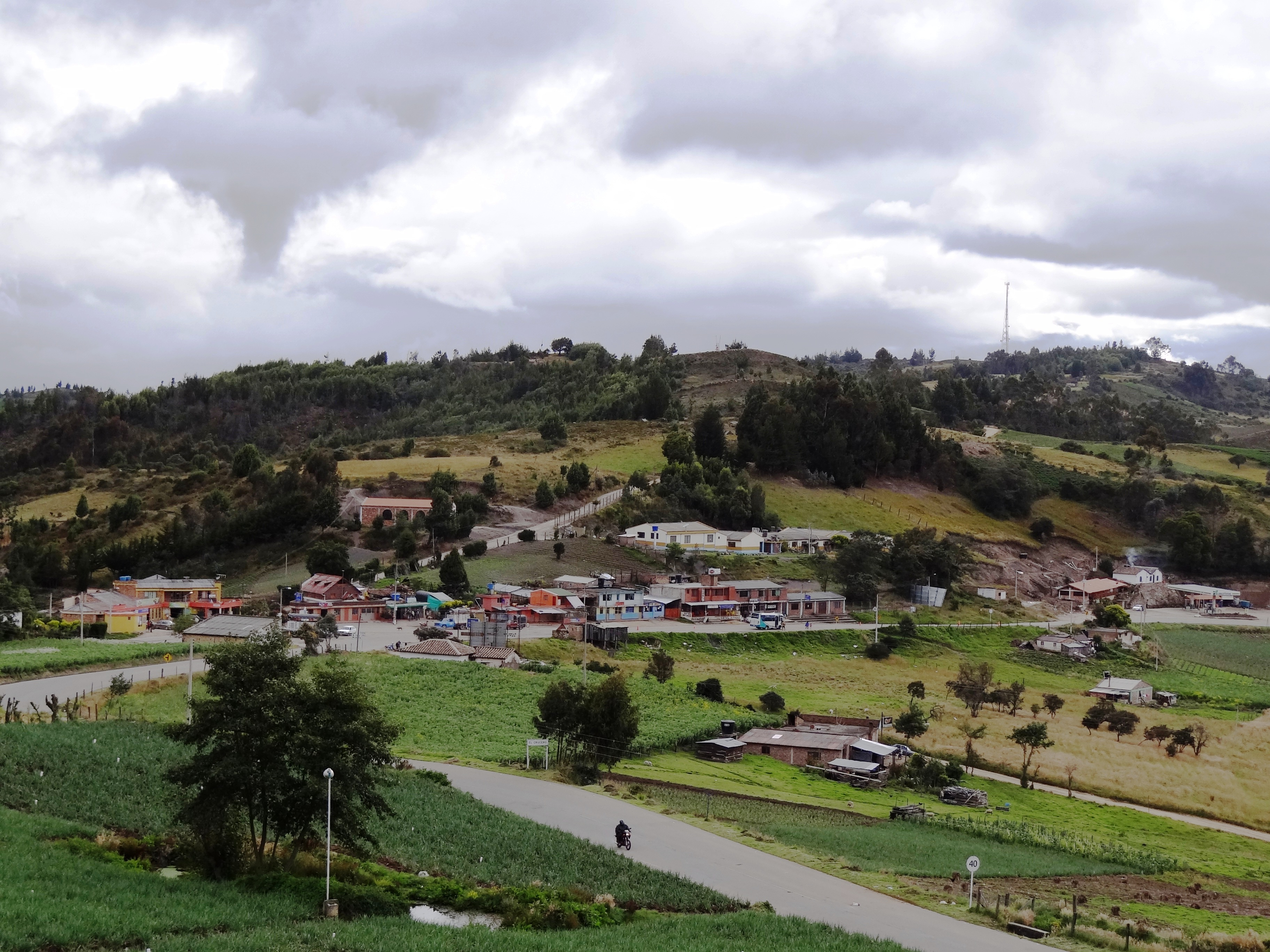
Sector El Crucero.

### Climatología
El clima en Aquitania es cálido y templado. En comparación con el invierno, los veranos tienen mucha más lluvia. Este clima es considerado Cwb según la clasificación climática de Köppen-Geiger. 
La temperatura media anual en Aquitania se encuentra a 11.2 °C. 
La precipitación es de 947 mm al año.

### Límites municipales
Aquitania está delimitada por Casanare al sureste y los siguientes municipios aledaños:
| Noroeste: Cuítiva (Lago de Tota)                     | Norte: Sogamoso y Mongua | Nordeste: Labranzagrande               |
| Oeste: Tota (Lago de Tota y Páramo de Las Alfombras) |                          | Este: Pajarito                         |
| Suroeste: Zetaquira y San Eduardo                    | Sur: Páez                | Sureste: Chámeza y Recetor ( Casanare) |

## Ecología
El municipio de Aquitania cuenta con diversidad de plantas nativas como el frailejón, el arrayán, el mortiño, la curuba y Pega-Pega, y otras plantas muy reconocidas en la región, también cuenta con especies exóticas como cerezo, pino, eucalipto, aliso. La fauna está representada por varias especies de aves, peces como el pez graso (extinto) especies introducidas como la trucha arco iris y animales nocturnos.

## Economía

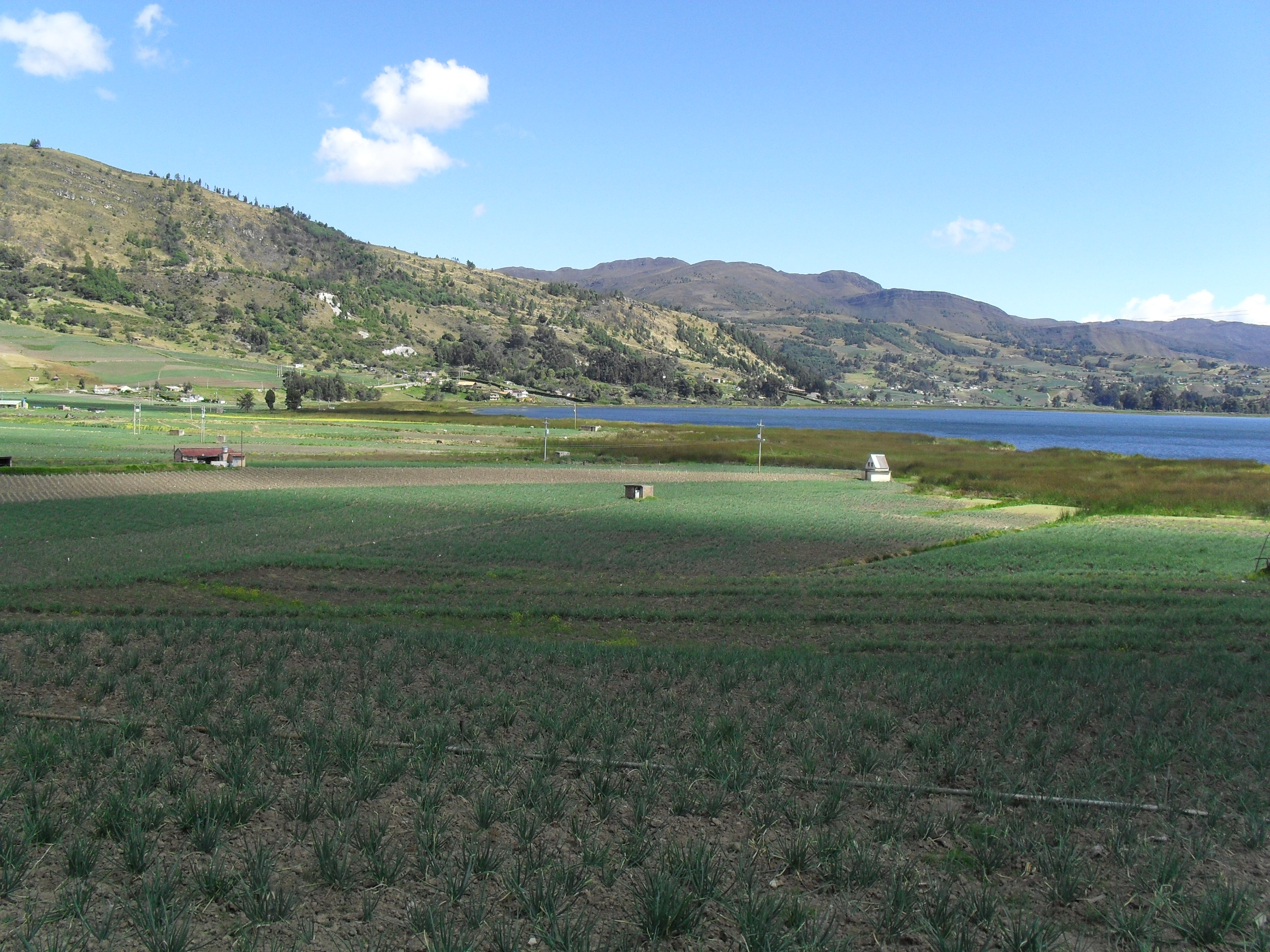
Cultivo de cebolla en Llanos de Alarcón entre Cuítiva y Aquitania.

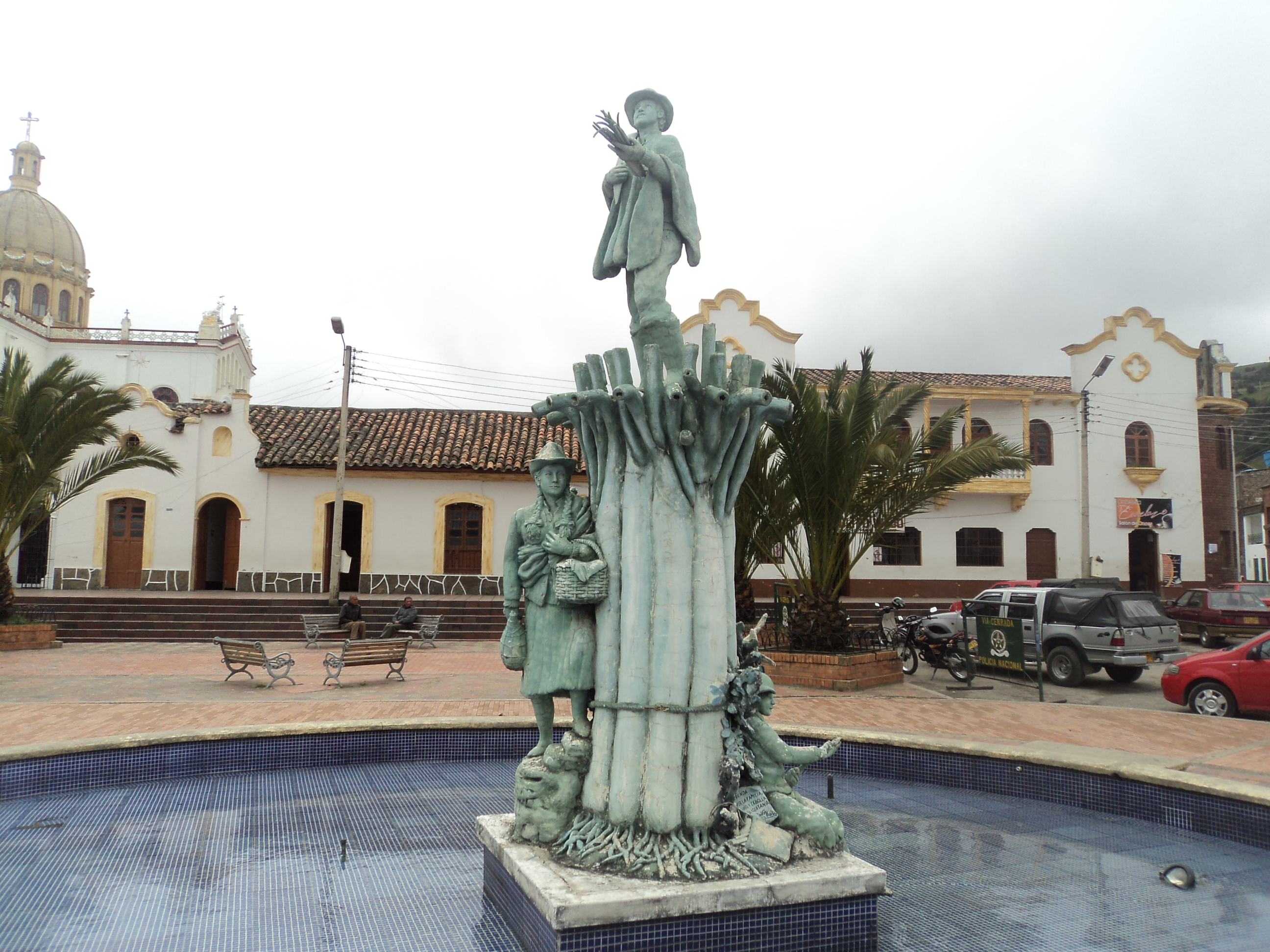
Monumento a los cultivadores de cebolla.

Las principales actividades económicas son la agricultura, la ganadería, explotación de bosques nativos y minería.
En la agricultura se destacan la producción de cebolla (cuyos cultivos ocupan 1300 hectáreas) de papa, arveja y maíz.
En el sector pecuario se explota la ganadería de tipo extensivo en el territorio localizado en zonas de páramo y en terrenos de las veredas Maravilla, Mombita y Sisvaca, ubicadas en clima frío y medio; generalmente se trata de ganado bovino de raza criolla. En la Vereda de Toquilla se tiene ganado con doble propósito, de leche y carne. La laguna de Tota permite el cultivo y explotación piscícola en jaulas flotantes con fines comerciales e industriales. la pesca de la trucha arcoíris también es una actividad importante en la región.
En minería existe explotación incipiente de carbón cerca del sitio El Crucero, pero no es promisoria dado la proximidad al páramo andino con el daño potencial que podría causarle al mismo. También existen formaciones de arena que también se localiza sobre ecosistemas de páramo por lo tanto no es viable su explotación. 
Como actividades secundarias en el municipio se compone de industria incipiente en repostería automotriz y ornamentación, agroindustria también incipiente para el procesamiento de cebolla, papa y lácteos. Por último el sector artesanal con la producción de lana de oveja, esteras de junco, lazos y enjalmas para animales.
El turismo es otro importante sector económico del municipio, ya que cuenta con una amplia gama de centros deportivos y hoteles en la rivera del Lago de Tota, que recibe turistas principalmente desde el centro del país. Su cercanía con Playa Blanca lo convierte en un punto de partida en la ruta, de la cual solo dista 12 kilómetros.